# Стрельбицкий, Владимир Андреевич
Владимир Андреевич Стрельбицкий (настоящая фамилия — Светкин) (21 июля 1899, Аткарск — 17 марта 1969, Кишинёв) — советский, молдавский актёр театра, театральный деятель, режиссёр. Народный артист Молдавской ССР (1958).

## Биография
Владимир Стрельбицкий родился в 1899 году в городе Аткарск Саратовской губернии. В юности активно участвовал в городской художественной самодеятельности.
В 1921 году дебютировал на театральной сцене Саратовского театра имени Н. Г. Чернышевского.
С 1925 года продолжил свою творческую деятельность, работая в театрах Керчи, Барнаула, Свердловска, Новочеркасска, Тамбова, Ижевска, Грозного, Нальчика, Пятигорска, Костромы.
С 1935 года Стрельбицкий выступал режиссёром. Поставил спектакли: «Овод» по пьесе Э. Войнич (1935), «Мачеха» О. Бальзака (1937), «Кому подчиняется время» братьев Тур и Л. Шейнина (1946), «Светит, да не греет» А. Островского и Н. Соловьёва, «Отверженные» по В. Гюго (оба в 1953).
С 1940 по 1963 годы служил в Кишинёвском русском драматическом театре имени А. П. Чехова.
В 1955 году Стрельбицкий дебютировал в первом молдавском художественном фильме-обозрении «Молдавские напевы» в главной роли композитора Лебедева.
В 1958 году было присвоено звание Народный артист Молдавской ССР.
Умер 17 марта 1969 года в Кишинёве.

## Награды и премии
- Народный артист Молдавской ССР — (1958),
- Орден Трудового Красного Знамени,
- Орден «Знак Почёта» (08.06.1960).

## Роли
В театре:
- Кутузов, «Фельдмаршал Кутузов» В. А. Соловьёва,
- Дулитл, «Пигмалион» Б. Шоу,
- Лемм, «Дворянское гнездо» по И. Тургеневу,
- прокурор Бреве, «Воскресение» по Л. Толстому,
- Сердюк, «Иркутская история» А. Арбузова,
- Живот, «Доктор философии» Б. Нушича,
- Медников, «Грач — птица весенняя» С. Мстиславского,
- Черненко, «Семья» И. Попова.

В кино:
- 1955 — «Молдавские напевы» (Анатолий Лебедев, композитор);